# Петухов, Владимир Николаевич
Владимир Николаевич Петухов (16 января 1969, Киров, РСФСР — 4 сентября 2015, Архангельск, Российская Федерация) — советский и российский игрок в хоккей с мячом, выступавший за архангельский («Водник»), девятикратный чемпион России. Мастер спорта России международного класса.

## Спортивная карьера
Воспитанник кировского хоккея, мастер спорта международного класса, играл на позиции вратаря.
Представлял клубы «Родина» (Киров, 1986—1987, 1989—1990), «Северная Двина» (1990—1991) и «Водник» (1991—2005).
В составе архангельского клуба девять раз становился чемпионом России (1996—2000, 2002—2005), пять раз — обладателем Кубка России (1992, 1994—1996, 2000, 2005), трижды — обладателем Кубка европейских чемпионов (2002—2004), дважды становился обладателем Кубка мира (2003, 2004) и один раз обладателем Чемпионского кубка Эдсбюна (2004).
В составе второй сборной страны — бронзовый призёр международного турнира на призы Правительства России (1996). Бронзовый призёр чемпионата мира среди юниоров (1988), на котором был признан лучшим вратарем.
Завершил спортивную карьеру вследствие тяжелой травмы, полученной в 2005 г. 